# Ветьека, Симпиве
Симпиве Ветьека (англ. Simpiwe Vetyeka; род. 24 декабря 1980 года, Мдантсане, ЮАР) — южноафриканский профессиональный боксёр, выступающий в полулёгкой весовой категории. Чемпион мира по версии WBA, 2013—2014.

## Профессиональная карьера
Ветьека дебютировал на профессиональном ринге в 21 год в январе 2002 года. В 11-м поединке завоевал титул чемпиона ЮАР в весовой категории до 53,5 кг. Защитил титул 6 раз.
В 17-м поединке потерпел первое поражение, проиграл по очкам японцу, Хозуми Хазегве, в бою за титул чемпиона мира.
В 2007 году Ветьека снова завоевал титул чемпиона ЮАР в весовой категории до 53,5 кг.
В июле 2009 года завоевал титул чемпиона мира по версии IBO, победив по очкам филиппинца Эрика Барселону. В июле 2011 года победил по очкам мексиканца Джованни Ларо, и завоевал право на чемпионский бой. В следующем бою проиграл раздельным решением в рейтинговом бою, соотечественнику Клаусу Мбояне.
14 апреля 2013 года Симпиве Ветьека нокаутировал индонезийца Дауда Сно Йордана.
6 декабря 2013 года сенсационно нокаутировал небитого многолетнего чемпиона мира, индонезийца Криса Джона.
31 мая 2014 года проиграл пояс чемпиона мира по версии WBA Super, филиппинцу Нонито Донэйру техническим решением судей, единогласно со счётом 36-39. Бой был остановлен после четвёртого раунда из-за невозможности продолжить бой Донэйром вследствие рассечения. Симпиве побывал в нокдауне в четвёртом раунде.